# FOR REAL
「FOR REAL」（フォー・リアル）は、2000年5月17日にリリースされた徳山秀典のシングル。
発売元はエニックス、販売元はポニーキャニオン（PCDA-90002 / DMDA-30219）
テレビ東京系列で放送されたテレビアニメ『幻想魔伝 最遊記』の前期オープニングテーマ・挿入歌。

## 収録曲
1. FOR REAL [3:56]
作詞・作曲：黒澤健一 編曲：遠山裕
2. FOR REAL（Piano Version） [3:27]
3. FOR REAL（Guitar Version） [2:53]
4. FOR REAL（Instrumental）